# Amara anthobia
Amara (Amara) anthobia – gatunek chrząszcza z rodziny biegaczowatych, podrodziny Pterostichinae i pleminia Zabrini.

## Taksonomia
Gatunek opisali w 1833 roku przez A. Villa i G.B. Villa.

## Opis
Ciało długości od 5 do 6,8 mm, ciemnobrązowe. Odnóża w całości jasnopomarańczowo-brązowe. Czułki przyciemnione, jednak 3 lub 4 pierwsze człony jasne. Grzbietowa powierzchnia ciała prawie zawsze metaliczna. Przedplecze bez albo z bardzo słabą punktacją u nasady. Pokrywy z punktem u nasady skróconego rzędu przytarczkowego. Kolec końcowy goleni przednich odnóży pojedynczy.

## Biologia i ekologia
Chrząszcz ten spotykany jest zwykle na glebach piaszczystych, często uprawnych.

## Występowanie
Gatunek głównie śródziemnomorski, lecz spotykany też w innych częściach Europy. W Europie wykazany z Albanii, Austrii, Belgii, Bośni i Hercegowiny, Bułgarii, Czech, Chorwacji, Danii, Francji, Grecji, Hiszpanii, Holandii, byłej Jugosławii, Korsyki, Łotwy, Luksemburgu, Łotwy, Macedonii Północnej, Mołdawii, Niemiec, Polski, Portugalii, europejskiej Rosji, Rumunii, Słowacji, Słowenii, Szwecji, Szwajcarii, Ukrainy, Węgier, Wielkiej Brytanii i Włoch. Rekord z Sycylii określono jako wątpliwy. Ponadto znany z Turcji, Algierii, Izraela, Libanu, Syrii i Maroka. Występuje też w nearktyce.